# Riesending – Jede Stunde zählt
Riesending – Jede Stunde zählt (Arbeitstitel: Riesending) ist ein zweiteiliges Fernsehfilm-Drama aus dem Jahr 2022 von Jochen Alexander Freydank mit Verena Altenberger, Maximilian Brückner und Anna Brüggemann. Das Drehbuch von Jochen Alexander Freydank nach einer Geschichte von Johannes Betz basiert auf der Rettungsaktion in der Riesending-Schachthöhle im Juni 2014, wobei Handlung und Charaktere fiktiv sind. Die Erstausstrahlung im Ersten und auf ServusTV erfolgte am 28. Dezember 2022, die Veröffentlichung in der ARD Mediathek am 27. Dezember 2022. Am 22. Dezember 2022 wurde die Produktion auf Play Suisse veröffentlicht.

## Handlung
In der Riesending-Schachthöhle im Untersberg in den Berchtesgadener Alpen verunglückt der Höhlenforscher Josef Häberle und erleidet eine lebensbedrohliche Kopfverletzung. Er liegt in über 1000 Meter Tiefe zwölf Kilometer vom Schachteingang entfernt. Sein Begleiter Ralf Sommer steigt aus der Höhle aus, um die Bergwacht zu alarmieren, während zwei weitere Kameraden sich um Häberle kümmern.
Einsatzleiter der Bergwacht ist Bertram Erhard, dessen Team allerdings bald an seine Grenzen stößt, da die Bergwachtmitglieder keine Höhlenerfahrung haben. Daher wird ein Hilferuf an die internationale Höhlenforscher-Gemeinschaft ausgesandt. Darunter befindet sich mit Birgit Eberharter eine Höhlenkletterin aus Salzburg. Bertram weigert sich allerdings zunächst, das Leben der Höhlenforscher für die Bergungsaktion zu riskieren. Durch diplomatisches Geschick werden Bergwacht und Höhlenforscher zu einem Team und setzen eine erfolgreiche Rettungsaktion in Gang.

## Produktion und Hintergrund
Die Dreharbeiten fanden an 43 Drehtagen vom 4. April bis zum 25. Juni 2022 in Kroatien, Berchtesgaden, Bischofswiesen, Freilassing, Marktschellenberg, im Salzburger Land und im Ausseerland statt.
Produziert wurde der Film von der deutschen Senator Film Produktion GmbH (Produzenten Ulf Israel und Reik Möller) in Koproduktion mit der österreichischen Lotus Film der Produzenten Tommy Pridnig und Peter Wirthensohn und der Schweizer C-Films. Beteiligt waren der Bayerische Rundfunk, ARD Degeto, der Südwestrundfunk, ServusTV und das Schweizer Radio und Fernsehen. Unterstützt wurde die Produktion vom FilmFernsehFonds Bayern, RTR und Filmlocation Salzburg.
Die Kamera führte Thomas Dirnhofer, die Montage verantworteten Ollie Lanvermann und Antonia Fenn und das Casting Stefany Pohlmann. Das Kostümbild gestaltete Leonie Zykan, das Szenenbild Maria Gruber, den Ton Alexander von Zündt und das Maskenbild Kurosch Akhavan, Markus Hollinger und Ela Milkovic.
In der ARD Mediathek wurde am 27. Dezember 2022 die Dokumentation Tief im Fels – Überleben am Untersberg als Teil der Reihe Unter unserem Himmel zum Abruf bereitgestellt. ServusTV soll die Kino-Dokumentation Das Riesending – 20.000 Meter unter der Erde zeigen.

## Rezeption
Thomas Gehringer vergab auf tittelbach.tv 5,5 von 6 Sternen. Die faszinierende Abenteuerreise biete Hochspannung und atemberaubende Bilder und die Frage, wie viel ein Leben wert ist. Die Produktion feiere Mut, Menschlichkeit und den Zusammenhalt der internationalen Wissenschafts-Community.
Stefan Fischer meinte in der Süddeutschen Zeitung, dass die Geschichte zwar keine Überraschungen berge, sie könne einen aber trotzdem packen. Die den realen Vorbildern nachempfundenen Figuren seien so angelegt, dass sich die Grundkonflikte gut erzählen ließen. Gute Schauspieler und ein gutes Drehbuch fänden hier zusammen.
Oliver Armknecht bewertete den Film auf film-rezensionen.de mit sechs von zehn Punkten. Für die Geschichte hätte es nicht unbedingt einen dreistündigen Zweiteiler gebraucht, da es durch stereotype Figuren und zahlreiche Katastrophendrama-Konventionen zu Längen komme. Dafür würden aber die beklemmenden Aufnahmen unter der Erde entschädigen.
Oliver Jungen schrieb in der FAZ: „Abenteuerfernsehen, wie es sein soll. Im Jahr 2014 verunglückte ein Höhlenforscher in Berchtesgaden in tausend Meter Tiefe. Aus seiner spektakulären Rettung hat die ARD einen packenden Film gemacht.“
TV Spielfilm meint: „Hier wird die „Saving Private Ryan“-Frage unter Bergrettern verhandelt: Wie viele Leben darf man für einen Einzelnen riskieren, der eh so gut wie keine Chance hat? Das ist stark gespielt, packend inszeniert, aber nix für Klaustrophobiker: Der Zuschauer tappt wortwörtlich im Dunklen. Die Anmutung von Enge, eisiger Kälte und Finsternis wurde von Regisseur Freydank beklemmend authentisch eingefangen — in echten Höhlen…“

### Quote
Die Erstausstrahlung im Ersten im Dezember 2022 verzeichnete 2,37 Millionen Fernsehzuschauer, der Marktanteil betrug 8,7 Prozent. Der zweite Teil wurde von 2,09 Millionen Personen verfolgt, bei einem Marktanteil von 9,3 Prozent.

### Darstellung der Bergwacht
In einer Stellungnahme vom 29. Dezember 2022 widersprach die Bergwacht Bayern auf ihrer Homepage der dokumentarfilmartig gezeigten Darstellung der Rettungsaktion. Entgegen der Darstellung im Film seien alle Beteiligten der Bergwacht, der anderen Rettungsorganisationen und der Behörden hoch motiviert und sich der Notwendigkeit einer interdisziplinären und internationalen Zusammenarbeit von Anfang an bewusst gewesen. Diese enge Zusammenarbeit zwischen den hauptsächlich ehrenamtlichen Rettern sei von Beginn an ein wichtiger Faktor gewesen, der maßgeblich zum Erfolg der Rettung beigetragen habe. Auch die immense Unterstützung durch die Behörden, die ortsansässige Bevölkerung, Feuerwehr, Polizei und Bundeswehr werde im Film nicht korrekt wiedergegeben. Dieser Sichtweise schloss sich auch der bayerische Innenminister Joachim Herrmann an, der den Film als „modernes Märchen“ bezeichnete. Freydank räumte ein, dass es bei einem künstlerischen Werk auch um Überhöhung gehe.

## Auszeichnungen und Nominierungen
Grimme-Preis 2023
- Nominierung für das Lichtdesign (Manuel Nevosad)[16]

Romyverleihung 2023
- Nominierung in der Kategorie Beste Kamera TV/Stream (Thomas Dirnhofer)[17]